# DDR-Meisterschaften im Boxen 1984
Die DDR-Meisterschaften im Boxen wurden 1984 zum 36. Mal ausgetragen und fanden vom 4. bis 9. Dezember in Berlin statt. Der SC Traktor Schwerin war mit fünf Titeln der erfolgreichste Verein dieser Meisterschaft. Mit Klaus-Dieter Kirchstein, Torsten Schmitz und Ulli Kaden konnten drei Boxer ihren Titel aus dem Vorjahr verteidigen. Frank Rauschning  kam diesmal eine Gewichtsklasse höher zu Titelehren.

## Endergebnisse
| Gewichtsklasse                  | Gold                                     | Silber                                       | Bronze                                 | Bronze                               |
| Halbfliegengewicht (bis 48 kg)  | René Breitbarth SC Traktor Schwerin      | Dirk Käsebier SC Dynamo Berlin               | Jörg Böhme SC Cottbus                  | Jochen Födisch SC Cottbus            |
| Fliegengewicht (bis 51 kg)      | Dieter Berg SC Traktor Schwerin          | Mike Knuth SC Traktor Schwerin               | Gunnar Lexow ASK Vorwärts Frankfurt/O. | Rico Wille BSG Motor Mitte Magdeburg |
| Bantamgewicht (bis 54 kg)       | Klaus-Dieter Kirchstein SC Dynamo Berlin | Bernd Sackers SC Traktor Schwerin            | Marco Walter TSC Berlin                | Robby Meyer SG Wismut Gera           |
| Federgewicht (bis 57 kg)        | Andreas Zülow SC Traktor Schwerin        | Michael Stachewicz ASK Vorwärts Frankfurt/O. | Jan Hoffmann ASK Vorwärts Frankfurt/O. | Dirk Schäfer SC DHfK Leipzig         |
| Leichtgewicht (bis 60 kg)       | Frank Rauschning SG Wismut Gera          | Ingo Benske ASK Vorwärts Frankfurt/O.        | Burkhard Hohn SC Traktor Schwerin      | Rene Upplegger SC Traktor Schwerin   |
| Halbweltergewicht (bis 63,5 kg) | Hartmut Krüger ASK Vorwärts Frankfurt/O. | Bernd Holtretter SC Traktor Schwerin         | Mazur SC Traktor Schwerin              | Torsten Lange SC Traktor Schwerin    |
| Weltergewicht (bis 67 kg)       | Torsten Schmitz SC Traktor Schwerin      | Siegfried Mehnert SC Chemie Halle            | Hallas TSC Berlin                      | Herbert Thier SC Chemie Halle        |
| Halbmittelgewicht (bis 71 kg)   | Detlef Krause SC Traktor Schwerin        | Jens Janik SC Traktor Schwerin               | Mario Schulz SG Wismut Gera            | Jörg Stranz SC Dynamo Berlin         |
| Mittelgewicht (bis 75 kg)       | Eike Walther TSC Berlin                  | Henry Maske ASK Vorwärts Frankfurt/O.        | Reiner Schween SC Traktor Schwerin     | Sven Lange SC Traktor Schwerin       |
| Halbschwergewicht (bis 81 kg)   | René Suetovius SC Chemie Halle           | René Ryl TSC Berlin                          | Lutz Strümpel SC Dynamo Berlin         | Hartmut Schuhmann BSG WBK Berlin     |
| Schwergewicht (bis 91 kg)       | Peter Philipp SC Chemie Halle            | Peter Balnuweit SG Wismut Gera               | Maik Heydeck SC Dynamo Berlin          | Detlef Albrecht SC Dynamo Berlin     |
| Superschwergewicht (über 91 kg) | Ulli Kaden SG Wismut Gera                | Mario Anders BSG WBK Berlin                  | Jan Mommertz HSG DHfK Leipzig          | Uwe Knoll BSG Chemie Bitterfeld      |

## Medaillenspiegel
| Platz | Verein                             | Verein                    | Gold | Silber | Bronze | Total |
| ----- | ---------------------------------- | ------------------------- | ---- | ------ | ------ | ----- |
| 01    | Logo vom SC Traktor Schwerin       | SC Traktor Schwerin       | 5    | 4      | 6      | 15    |
| 02    | Logo der SG Wismut Gera            | SG Wismut Gera            | 2    | 1      | 2      | 05    |
| 03    | Logo vom SC Chemie Halle           | SC Chemie Halle           | 2    | 1      | 1      | 04    |
| 04    | Logo vom ASK Vorwärts Frankfurt/O. | ASK Vorwärts Frankfurt/O. | 1    | 3      | 2      | 06    |
| 05    | Logo vom SC Dynamo Berlin          | SC Dynamo Berlin          | 1    | 1      | 4      | 06    |
| 06    | Logo vom TSC Berlin                | TSC Berlin                | 1    | 1      | 2      | 04    |
| 07    | Logo der BSG WBK Berlin            | BSG WBK Berlin            | –    | 1      | 1      | 02    |
| 08    | Logo vom SC Cottbus                | SC Cottbus                | –    | –      | 2      | 02    |
| 08    | Logo der HSG DHfK Leipzig          | HSG DHfK Leipzig          | –    | –      | 2      | 02    |
| 10    | Logo der BSG Motor Mitte-Magdeburg | BSG Motor Mitte Magdeburg | –    | –      | 1      | 01    |
| 10    | Logo der BSG Chemie Bitterfeld     | BSG Chemie Bitterfeld     | –    | –      | 1      | 01    |
|       | Total                              | Total                     | 12   | 12     | 24     | 48    |